# Illiberis pruni
Illiberis pruni es una especie de mariposa de la familia Zygaenidae.
Fue descrita científicamente por Dyar en 1905.